# Thomas Newman
 (décembre 2021).
Pour les articles homonymes, voir Tom Newman et Newman.
Thomas Newman, né le 20 octobre 1955 à Los Angeles, est un compositeur de musique de film américain. Il est connu principalement pour avoir été le compositeur des films Beignets de tomates vertes (1991), Les Évadés (1994), Rencontre avec Joe Black (1998), La Ligne Verte (1999), American Beauty (1999), Skyfall (2012), Dans l'ombre de Mary (2013), Spectre (2015), Tolkien (2019) et 1917 (2019).

## Biographie
Thomas Newman a grandi dans une famille de musiciens célèbres aux États-Unis : son père Alfred Newman était un compositeur de musiques de film lauréat de neuf Oscars, nommé 45 fois et directeur musical de la 20th Century Fox des années 1930 à 1960. Un de ses oncles était chef d'orchestre et a dirigé une quarantaine d'enregistrements de bandes originales de films ; son cousin Randy Newman est parolier, compositeur, bien connu pour ses participations chez Pixar, et son frère David a écrit la musique de plus de 60 films.
Nommé lui-même 14 fois à l'Oscar de la meilleure musique de film, il ne l'a jamais remporté. Il a en revanche reçu trois Grammy Awards et deux British Academy Film Awards.
Thomas Newman est un compositeur novateur et influent de partitions cinématographiques à la fin du XXe et au début du XXIe siècle. Enfant, Newman apprit le piano et le violon, puis étudia la composition en privé avec George Tremblay, Frederick Lesemann et David Raksin pendant les deux années qu’il passa à l’université du Sud de la Californie. Après son transfert à la Yale University, Newman poursuit ses études de composition avec Robert Moore, Bruce MacCombie et Jacob Raphael Druckman, complétant la maîtrise en composition en 1978. Au milieu des années 1990, Newman est reconnu comme l’un des compositeurs les plus originaux et les plus influents d'Hollywood, comme en témoignent ses deux nominations pour un Oscar de la meilleure partition pour deux partitions de 1994, Les Quatre Filles du docteur March et Les Évadés. Newman a également créé des partitions symphoniques dans la tradition de la génération de son père. Il reçoit de prix Richard Kirk de BMI pour ses réalisations professionnelles exceptionnelles. Pourtant, lors de l’événement du 15 mai à Beverly Hills, il était généralement modeste et effacé à ce sujet. Son père Alfred Newman est le lauréat de neuf Oscars et le directeur musical de longue date de la 20th Century-Fox; il meurt en 1970, alors que Thomas n’a que 14 ans. Il grandit non seulement dans l’ombre de son père Alfred, mais aussi de ses oncles Lionel et Emil. Lionel, qui a succédé à Alfred comme directeur musical de Fox, a donné à Thomas sa première tâche de notation (dans un épisode de 1979 de la série The Paper Chase (en)) et Emil, surtout connu comme chef d’orchestre aux studios Fox et MGM, est responsable de l’entrée du jeune compositeur au BMI. Le cousin Randy Newman était un chanteur/compositeur populaire (et maintenant aussi un compositeur de film primé aux Grammy), tandis que son frère David était un violoniste de studio qui a également rejoint les rangs des compositeurs de film dans les années 1980.

## Inspirations et collaborations
Newman établit un lien important avec le compositeur de Broadway Stephen Sondheim, qui l’aide à s’intéresser à la combinaison de la musique et du théâtre à l’époque où Newman écrit une pièce de théâtre musical, Three Mean Fairy Tales. L’occasion d’orchestrer une réplique de la partition de John Williams pour Le Retour du Jedi, a stimulé l’intérêt croissant de Newman pour l’écriture cinématographique et, après avoir travaillé comme assistant musical pour le film Reckless de 1984, Newman a commencé à recevoir ses propres composition solo. Se réclamant consciemment de l’influence de compositeurs tels que Charles Ives, Igor Stravinsky et Bernard Herrmann, Newman possède un esprit tout aussi pionnier, et son approche imaginative du timbre a donné à sa musique un caractère distinctif rare dans un paysage hollywoodien. Newman se joint à des compositeurs aussi illustres que John Williams, Alan Menken, John Barry, Dave Grusin et Jerry Goldsmith. Les réalisateurs avec lesquels il a travaillé sont d’accord : Newman a une voix originale et est un véritable collaborateur. Gillian Armstrong, pour qui Newman a créé des partitions symphoniques chaudes et somptueuses pour Little Women et Oscar et Lucinda, dit : « Son œuvre est pleine d’atmosphère, de tension et de couches comme aucun autre compositeur que je connaisse [...] Par-dessus tout, il pense à la narration, à la façon dont la musique peut avoir des significations subtiles et subconscientes. »

## Écriture et partitions
Plusieurs de ses partitions montrent un penchant pour les percussions aiguisées, et des compositions comme sa partition nommée aux Oscars pour American Beauty sont rapidement devenues un son de stock pour des publicités télévisées et des partitions de films dérivés. En plus de ses œuvres dramatiques, Newman a reçu plusieurs commandes pour des œuvres de concert, y compris Reach Forth Our Hands pour le bicentenaire de Cleveland en 1996; un concerto pour contrebasse et orchestre, commandé en 2001 par le Pittsburgh Symphony; et It Got Dark, commandé pour la première fois par le Kronos Quartet en 2009 avec une commande du Los Angeles Philharmonic pour une version pour quatuor à cordes et orchestre solo. Pourtant, il semble préférer les petits ensembles avec des sonorités décalées. Le travail de Newman sur La Ligne verte était de fournir « une sorte d’hyper-réalité pour intensifier le sens du mysticisme », dit le compositeur. Sa musique suggère le terroir sudiste (guitare, banjo, harpe à mâchoires), l’atmosphère prêtée (utilisation délicate des cordes) et crée de l’ambiance (notamment dans un thème discrètement puissant pour les condamnés qui marchent « le mile » jusqu’à leur mort).

## Filmographie

### Cinéma

#### Années 1980
- 1984 : Reckless de James Foley
- 1984 : Les Tronches (Revenge of the Nerds) de Jeff Kanew
- 1984 : Grandview, U.S.A. de Randal Kleiser
- 1985 : Recherche Susan désespérément (Desperately Seeking Susan) de Susan Seidelman
- 1985 : School Girls (Girls Just Want to Have Fun) de Alan Metter
- 1985 : L'Homme à la chaussure rouge (The Man with One Red Shoe) de Stan Dragoti
- 1985 : Profession : Génie (Real Genius) de Martha Coolidge
- 1986 : Gung Ho, du saké dans le moteur (Gung Ho) de Ron Howard
- 1986 : Jumpin' Jack Flash de Penny Marshall
- 1987 : Light of Day de Paul Schrader
- 1987 : Génération perdue (The Lost Boys) de Joel Schumacher
- 1987 : Neige sur Beverly Hills (Less Than Zero) de Marek Kanievska
- 1988 : Vacances très mouvementées (The Great Outdoors) de Howard Deutch
- 1988 : Le Prince de Pennsylvanie (The Prince of Pennsylvania) de Ron Nyswaner
- 1989 : Cookie de Susan Seidelman

#### Années 1990
- 1990 : Men Don't Leave de Paul Brickman
- 1990 : Roxy est de retour (Welcome Home, Roxy Carmichael) de Jim Abrahams
- 1991 : Une place à prendre (Career Opportunities) de Bryan Gordon
- 1991 : Naked Tango de Leonard Schrader (en)
- 1991 : Dernier Sacrifice (The Rapture) de Michael Tolkin
- 1991 : Trahie (Deceived) de Damian Harris
- 1991 : The Linguini Incident de Richard Shepard
- 1991 : Beignets de tomates vertes (Fried Green Tomatoes) de Jon Avnet
- 1992 : The Player de Robert Altman
- 1992 : Intimes Confessions (Whispers in the Dark) de Christopher Crowe
- 1992 : Le Temps d'un week-end (Scent of a Woman) de Martin Brest
- 1993 : Flesh and Bone de Steve Kloves
- 1993 : Josh and S.A.M. de Billy Weber (en)
- 1994 : Deux garçons, une fille, trois possibilités (Threesome) de Andrew Fleming
- 1994 : The Favor de Donald Petrie
- 1994 : Les Évadés (The Shawshank Redemption) de Frank Darabont
- 1994 : À chacun sa guerre (The War) de Jon Avnet
- 1994 : Corrina, Corrina de Jessie Nelson
- 1994 : Les Quatre Filles du docteur March (Little Women) de Gillian Armstrong
- 1995 : Les Liens du souvenir (Unstrung Heroes) de Diane Keaton
- 1995 : Le Patchwork de la vie (How to Make an American Quilt) de Jocelyn Moorhouse
- 1996 : Personnel et confidentiel (Up Close & Personal) de Jon Avnet
- 1996 : Phénomène (Phenomenon) de Jon Turteltaub
- 1996 : American Buffalo de Michael Corrente
- 1996 : Larry Flynt (The People vs. Larry Flynt) de Miloš Forman
- 1997 : Mad City de Costa-Gavras
- 1997 : Red Corner de Jon Avnet
- 1997 : Oscar et Lucinda (Oscar and Lucinda) de Gillian Armstrong
- 1998 : L'Homme qui murmurait à l'oreille des chevaux (The Horse Whisperer) de Robert Redford
- 1998 : Rencontre avec Joe Black (Meet Joe Black) de Martin Brest
- 1999 : American Beauty de Sam Mendes
- 1999 : La Ligne verte (The Green Mile) de Frank Darabont

#### Années 2000
- 2000 : Erin Brockovich, seule contre tous (Erin Brockovich) de Steven Soderbergh
- 2000 : My Khmer Heart de Janine Hosking
- 2000 : Un monde meilleur (Pay It Forward) de Mimi Leder
- 2001 : In the Bedroom de Todd Field
- 2002 : Salton Sea (The Salton Sea) de D. J. Caruso
- 2002 : Les Sentiers de la perdition (Road to Perdition) de Sam Mendes
- 2002 : Laurier blanc (White Oleander) de Peter Kosminsky
- 2003 : Le Monde de Nemo (Finding Nemo) de Andrew Stanton et Lee Unkrich
- 2004 : Les Désastreuses Aventures des orphelins Baudelaire (Lemony Snicket's A Series of Unfortunate Events) de Brad Silberling
- 2005 : De l'ombre à la lumière (Cinderella Man) de Ron Howard
- 2005 : Jarhead : La Fin de l'innocence (Jarhead) de Sam Mendes
- 2007 : Little Children de Todd Field
- 2007 : The Good German de Steven Soderbergh
- 2007 : Tabou(s) (Towelhead) de Alan Ball
- 2008 : WALL-E de Andrew Stanton
- 2008 : Les Noces rebelles (Revolutionary Road) de Sam Mendes
- 2009 : Brothers de Jim Sheridan

#### Années 2010
- 2010 : L'Affaire Rachel Singer (The Debt) de John Madden
- 2011 : L'Agence (The Adjustment Bureau) de George Nolfi
- 2011 : La Couleur des sentiments (The Help) de Tate Taylor
- 2011 : Indian Palace (The Best Exotic Marigold Hotel) de John Madden
- 2012 : La Dame de fer (The Iron Lady) de Phyllida Lloyd
- 2012 : Skyfall de Sam Mendes
- 2013 : Effets secondaires (Side Effects) de Steven Soderbergh
- 2013 : Dans l'ombre de Mary (Saving Mr. Banks) de John Lee Hancock
- 2014 : Get on Up de Tate Taylor
- 2014 : Le Juge (The Judge) de David Dobkin
- 2015 : Indian Palace : Suite royale (The Second Best Exotic Marigold Hotel) de John Madden
- 2015 : Il m'a appelée Malala (documentaire) de Davis Guggenheim
- 2015 : Le Pont des espions (Bridge of Spies) de Steven Spielberg
- 2015 : 007 Spectre de Sam Mendes
- 2016 : Le Monde de Dory (Finding Dory) d'Andrew Stanton et Angus MacLane
- 2016 : Passengers de Morten Tyldum
- 2017 : Confident royal (Victoria & Abdul) de Stephen Frears
- 2017 : Thank You for Your Service de Jason Hall
- 2019 : The Highwaymen de John Lee Hancock
- 2019 : Tolkien de Dome Karukoski
- 2019 : 1917 de Sam Mendes

#### Années 2020
- 2020 : La Grande Traversée (Let Them All Talk) de Steven Soderbergh
- 2021 : Une affaire de détails (The Little Things) de John Lee Hancock
- 2022 : La Ruse (Operation Mincemeat) de John Madden
- 2022 : White Bird: A Wonder Story de Marc Forster
- 2022 : Dog de Reid Carolin et Channing Tatum
- 2022 : Empire of Light de Sam Mendes
- 2022 : Le Pire Voisin au monde (A Man Called Otto) de Marc Forster
- 2023 : Élémentaire de Peter Sohn
- 2025 : The Thursday Murder Club de Chris Columbus

### Télévision
- 1990 : Émeutes en Californie (Heat Wave) de Kevin Hooks
- 1990 : Against the Law (série)
- 1992 : Those Secrets de David Manson
- 1992 : Citizen Cohn, le persécuteur (Citizen Cohn) de Frank Pierson
- 1996 : Arliss (série)
- 2001 : Six pieds sous terre (Six feet Under) (série)
- 2002 : The Execution of Wanda Jean de Liz Garbus (documentaire)
- 2003 : Angels in America (mini-série)
- 2004 : Katedralen 1.z de Nille Westh (documentaire)
- 2004 : Hope Springs Eternal: A Look Back at 'The Shawshank Redemption' de Constantine Nasr (documentaire)
- 2012 : The Newsroom (série)

## Distinctions

### Récompenses
- BAFA 2000 : Meilleure musique de film pour American Beauty
- Grammy Awards 2001 : Meilleure musique de film pour American Beauty
- Primetime Emmy Awards 2002 : Meilleure musique d'une série télévisée pour Six Feet Under
- Grammy Awards 2003 : Meilleure composition d'un thème pour une série télévisée pour Six Feet Under
- Grammy Awards 2009 : Meilleure chanson et meilleure musique de film pour WALL-E
- Phoenix Film Critics Society Awards 2012 : Meilleure musique de film pour Skyfall
- Indiana Film Journalists Association Awards 2012 : Meilleure musique de film pour Skyfall
- BAFTA 2013 : Meilleure musique de film pour Skyfall
- International Film Music Critics Association Awards 2013 : Meilleure musique d'un film d'aventure/thriller/action pour Skyfall
- Festival international du film de Palm Springs 2014 : Frederick Loewe Award pour Dans l'ombre de Mary
- New York Film Critics Online Awards 2014 : Meilleure musique pour Get on Up

### Nominations
- Oscars 1995 : Meilleure musique de film pour Les Quatre Filles du docteur March et Les Évadés
- Oscars 1996 : Meilleure musique de film pour Les Liens du souvenir
- Oscars 2000 : Meilleure musique de film pour American Beauty
- Oscars 2003 : Meilleure musique de film pour Les Sentiers de la perdition
- Oscars 2004 : Meilleure musique de film pour Le Monde de Nemo
- Oscars 2005 : Meilleure musique de film pour Les Désastreuses Aventures des orphelins Baudelaire
- Oscars 2007 : Meilleure musique de film pour The Good German
- Oscars 2009 : Meilleure musique de film pour WALL-E
- Oscars 2013 : Meilleure musique de film pour Skyfall
- Oscars 2014 : Meilleure musique de film pour Dans l'ombre de Mary
- Oscars 2016 : Meilleure musique de film pour Le Pont des espions
- Oscars 2017 : Meilleure musique de film pour Passengers
- BAFA 2020 : Meilleure musique de film pour 1917
- Oscars 2020 : Meilleure musique de film pour 1917